# ديف كاتس
ديف كاتس (بالإنجليزية: Dave Katz)‏ هو كاتب أغاني ومنتج أسطوانات أمريكي، ولد في 8 مارس 1961 في نيويورك في الولايات المتحدة.

## وصلات خارجية
- ديف كاتس على موقع IMDb (الإنجليزية)
- ديف كاتس على موقع ميوزك برينز (الإنجليزية)
- ديف كاتس على موقع ميوزك برينز (الإنجليزية)
- ديف كاتس على موقع ديسكوغز (الإنجليزية)
- ديف كاتس على موقع ديسكوغز (الإنجليزية)